# 易震吉
易震吉（？年—？年），字起也，號月槎，南京鹰扬卫官籍，应天府上元县人。明末政治人物。

## 生平
天啓元年（1621年）辛酉科应天府乡试舉人，崇祯七年（1634年）甲戌科进士，户部观政，本年授刑部江西司主事，八年恤刑湖广，十年升貴州司员外郎，十二年出任大名府知府，操练兵丁，储备粮草，修缮城池。十四年升浙江嘉湖道副使，官至江西撫州道参政。

## 著作
工詩詞，著有《秋佳轩诗馀》十二卷，存词1184首，是明代词人中词作数量最多的。